# ماركوس كاتلر
ماركوس كاتلر (بالإنجليزية: Marcus Cutler)‏ هو مدير فني أمريكي، ولد في 14 يناير 1875 في ميشيغان في الولايات المتحدة، وتوفي بنفس المكان في 16 أغسطس 1949.